# 2014年ソチオリンピックのマルタ選手団
2014年ソチオリンピックのマルタ選手団（2014ねんソチオリンピックのマルタせんしゅだん）は、2014年2月7日から23日までロシアのソチで開催されたソチオリンピックマルタ選手団の名簿。マルタは今回、冬季オリンピック初参加となった。これにより、初めてヨーロッパオリンピック委員会の加盟国全てが冬季オリンピックに参加したこととなった。

## 選手団
- 人員: 選手 1人
- 開会式旗手: エリーズ・ペレグリン

## アルペンスキー
- エリーズ・ペレグリン

女子大回転 (65位、3:13.12)
女子回転 (42位、2:09.83)